# Xələc (Salyan)
Xələc è un comune dell'Azerbaigian situato nel distretto di Salyan. Conta una popolazione di 3 072 abitanti.